# آدرس آی‌پی نسخه۶

تجزیه یک آدرس آی‌پی۶ به شکل باینری آن

آدرس آی‌پی نسخه ۶ (آدرس IPv6) یک برچسب عددی ۱۲۸ بیتی است که برای شناسایی و مکان‌یابی رابط شبکه یک رایانه یا یک گره شبکه در یک شبکه رایانه‌ای با استفاده از پروتکل اینترنت نسخه ۶ استفاده می‌شود. آدرس‌های آی‌پی در هدر بسته‌های پروتکل اینترنت گنجانده شده‌اند تا مبدأ و مقصد هر بسته را نشان دهند. آدرس IP مقصد برای تصمیم‌گیری در مورد مسیریابی بسته‌های IP به شبکه‌های دیگر استفاده می‌شود.
آی‌پی۶ به عنوان جانشین پروتکل اینترنت نسخه 4 (IPv4)، اولین زیرساخت آدرس‌دهی اینترنت، توسعه یافت. نیاز به فضای آدرس بسیار بزرگتر به دلیل رشد سریع اینترنت و پیش‌بینی اتمام آدرس‌های IPv4، انگیزه اصلی ایجاد IPv6 بود. برخلاف آی‌پی۴ که آدرس آی‌پی را به عنوان یک مقدار ۳۲ بیتی تعریف می‌کند، آدرس‌های آی‌پی۶ دارای اندازه ۱۲۸ بیت هستند؛ بنابراین، در مقایسه با IPv4، آی‌پی۶ فضای آدرس بسیار بزرگتری دارد که امکان تخصیص آدرس‌های منحصر به فرد به تعداد عظیمی از دستگاه‌ها را فراهم می‌کند.

## نحوه نمایش آدرس
آدرس‌های آی‌پی ۶ معمولاً به صورت هشت گروه چهار رقمی هگزادسیمال نمایش داده می‌شوند که هر گروه با علامت دو نقطه (:) از هم جدا می‌شود. به عنوان مثال: `2001:0db8:85a3:0000:0000:8a2e:0370:7334`.
برای ساده‌سازی نمایش، چندین قانون برای کوتاه کردن آدرس‌های آی‌پی۶ وجود دارد:
- **حذف صفرهای پیشرو:** صفرهای پیشرو در هر گروه می‌توانند حذف شوند. برای مثال، `0370` می‌تواند به `370` و `0000` به `0` تبدیل شود. آدرس بالا پس از این قاعده به شکل `2001:db8:85a3:0:0:8a2e:370:7334` در می‌آید.
- **فشرده‌سازی بخش‌های صفر متوالی:** یک یا چند گروه متوالی از صفرهای چهار رقمی می‌توانند با یک علامت دو نقطه دوتایی (::) جایگزین شوند. این فشرده‌سازی تنها یک بار می‌تواند در یک آدرس استفاده شود. استفاده از این قاعده در مثال بالا منجر به آدرس کوتاه‌شده `2001:db8:85a3::8a2e:370:7334` می‌شود. این کوتاه‌ترین نمایش ممکن برای این آدرس است.

## روش‌های آدرس دهی
آدرس‌های آی‌پی۶ بر اساس روش‌های آدرس‌دهی و مسیریابی اولیه رایج در شبکه طبقه‌بندی می‌شوند: آدرس‌دهی تک‌پخشی (Unicast)، آدرس‌دهی همه‌پخشی (Anycast) و آدرس‌دهی چندپخشی (Multicast).
یک آدرس تک‌پخشی یک رابط شبکه واحد را شناسایی می‌کند. پروتکل اینترنت بسته‌های ارسال شده به یک آدرس تک‌پخشی را به آن رابط خاص تحویل می‌دهد.
یک آدرس همه‌پخشی به گروهی از واسط‌ها اختصاص داده می‌شود که معمولاً به گره‌های مختلف تعلق دارند. بسته‌ای که به یک آدرس همه‌پخشی ارسال می‌شود، طبق تعریف فاصله پروتکل مسیریابی، تنها به یکی از رابط‌های عضو، معمولاً نزدیکترین میزبان، تحویل داده می‌شود. آدرس‌های همه‌پخشی را نمی‌توان به راحتی شناسایی کرد، آن‌ها همان قالب آدرس‌های تک‌پخشی را دارند و تنها با حضور در شبکه در چندین نقطه متفاوت هستند. تقریباً هر آدرس unicast را می‌توان به عنوان آدرس همه‌پخشی استفاده کرد.
یک آدرس چندپخشی نیز توسط میزبان‌های متعددی استفاده می‌شود که مقصد آدرس چندپخشی را با مشارکت در پروتکل توزیع چندپخشی در بین روترهای شبکه به دست می‌آورند. بسته‌ای که به یک آدرس چندپخشی ارسال می‌شود به تمام واسط‌هایی که به گروه چندپخشی مربوط پیوسته‌اند تحویل داده می‌شود. IPv6 آدرس دهی پخش (Broadcast) را پیاده‌سازی نمی‌کند. نقش سنتی Broadcast با آدرس دهی چندپخشی به گروه چندپخشی همه گره‌ها (all-nodes) با آدرس لینک-محلی `ff02::1` جایگزین می‌شود. با این حال، استفاده از گروه همه گره‌ها توصیه نمی‌شود و بیشتر پروتکل‌های IPv6 از یک گروه چندپخشی لینک-محلی اختصاصی برای جلوگیری از ایجاد اختلال در هر رابط در شبکه استفاده می‌کنند.

## محدوده‌های آدرس (Scope)
آدرس‌های آی‌پی۶ دارای مفهوم «محدوده» هستند که مشخص می‌کند یک آدرس تا چه محدوده‌ای معتبر و قابل مسیریابی است. سه محدوده اصلی برای آدرس‌های تک‌پخشی وجود دارد:
- **لینک-محلی (Link-Local):** آدرس‌هایی که فقط در داخل یک لینک شبکه (مانند یک بخش اترنت) معتبر هستند و قابل مسیریابی در خارج از آن لینک نیستند. این آدرس‌ها با پیشوند `fe80::/10` آغاز می‌شوند.
- **محلی منحصر به فرد (Unique Local Address - ULA):** آدرس‌هایی که فقط در محدوده یک سایت یا شبکه بزرگ معتبر هستند و قابل مسیریابی در اینترنت عمومی نیستند. این آدرس‌ها با پیشوند `fc00::/7` آغاز می‌شوند. اینها معادل آدرس‌های شبکه خصوصی در IPv4 هستند.
- **سراسری تک‌پخشی (Global Unicast Address - GUA):** آدرس‌هایی که در سراسر اینترنت عمومی قابل مسیریابی و منحصر به فرد هستند. بیشتر آدرس‌های تخصیص یافته به دستگاه‌ها در اینترنت از این نوع هستند و با پیشوندهایی مانند `2000::/3` آغاز می‌شوند.

## فرمت‌های آدرس
یک آدرس آی‌پی۶ از ۱۲۸ بیت تشکیل شده‌است. برای هر یک از روش‌های اصلی آدرس‌دهی و محدوده‌های آدرس، قالب‌های آدرس مختلف با تقسیم ۱۲۸ بیت آدرس به گروه‌های بیت و استفاده از قوانین تعیین‌شده برای مرتبط کردن مقادیر این گروه‌های بیت با ویژگی‌های آدرس‌دهی خاص، شناسایی می‌شوند.

### فرمت آدرس تک‌پخشی سراسری و همه‌پخشی
آدرس‌های تک‌پخشی سراسری و همه‌پخشی (که معمولاً از همان فرمت تک‌پخشی استفاده می‌کنند) معمولاً از دو بخش منطقی تشکیل شده‌اند: یک پیشوند شبکه ۶۴ بیتی که برای مسیریابی در اینترنت یا شبکه محلی استفاده می‌شود و یک شناسه رابط ۶۴ بیتی که برای شناسایی منحصر به فرد رابط شبکه میزبان در داخل آن شبکه استفاده می‌شود.

#### قالب آدرس عمومی تک‌پخشی (اندازه پیشوند مسیریابی متفاوت است)
| ۴۸ (یا بیشتر)       | ۱۶ (یا کمتر)   | ۶۴         |
| پیشوند مسیریابی کلی | شناسه زیر شبکه | شناسه رابط |

پیشوند شبکه (پیشوند مسیریابی کلی همراه با شناسه زیرشبکه) در ۶۴ بیت ابتدایی آدرس موجود است. اندازه پیشوند مسیریابی ممکن است متفاوت باشد که این امر بر اندازه شناسه زیرشبکه تأثیر می‌گذارد. بیت‌های فیلد شناسه زیرشبکه برای تعریف زیرشبکه‌ها در شبکه داده شده در دسترس مدیر شبکه هستند. شناسه رابط ۶۴ بیتی یا به‌طور خودکار از آدرس MAC رابط با استفاده از فرمت اصلاح شده EUI-64 تولید می‌شود، که از یک سرور DHCPv6 به دست می‌آید، به‌طور خودکار به صورت تصادفی ایجاد می‌شود، یا به صورت دستی اختصاص می‌یابد.

### قالب آدرس محلی منحصر به فرد
آدرس‌های محلی منحصر به فرد (ULA) آدرس‌هایی مشابه آدرس‌های شبکه خصوصی در IPv4 هستند و برای استفاده در شبکه‌های خصوصی تعریف شده‌اند.

#### قالب آدرس محلی منحصر به فرد
| بیت‌ها | ۷                 | ۱        | ۴۰                    | ۱۶             | ۶۴         |
| رشته  | پیشوند (fc00::/7) | L (محلی) | تصادفی جهانی (۴۰ بیت) | شناسه زیر شبکه | شناسه رابط |

فیلد L (Local) در این قالب، با مقدار ۱ مشخص می‌شود تا نشان دهد که آدرس محلی تولید شده و به صورت سراسری تخصیص داده نشده است. فیلد ۴۰ بیتی بعدی یک مقدار تصادفی تولید شده برای تضمین منحصر به فرد بودن آدرس در سطح جهانی (با احتمال بسیار بالا) است.

## انواع آدرس‌های خاص
IPv6 چندین نوع آدرس خاص را برای اهداف مختلف تعریف می‌کند:
- **آدرس نامشخص (Unspecified Address):** آدرس `::` (تمام ۱۲۸ بیت صفر) به معنای عدم حضور یک آدرس است و معمولاً توسط یک گره جدید قبل از اینکه آدرس IP خود را دریافت کند استفاده می‌شود.
- **آدرس لوپ‌بک (Loopback Address):** آدرس `::1` برای اشاره به خود گره استفاده می‌شود و برای تست نرم‌افزارهای شبکه کاربرد دارد. معادل `127.0.0.1` در IPv4 است.
- **آدرس‌های چندپخشی (Multicast Addresses):** این آدرس‌ها با پیشوند `ff00::/8` آغاز می‌شوند و برای ارسال یک بسته به گروهی از گره‌ها استفاده می‌شوند.
- **آدرس‌های لینک-محلی (Link-Local Addresses):** این آدرس‌ها با پیشوند `fe80::/10` آغاز می‌شوند و به هر رابط شبکه اختصاص داده می‌شوند تا امکان ارتباط با سایر گره‌ها در همان لینک محلی را فراهم کنند.